# Eisenbahnunfall von Ligueux
Beim Eisenbahnunfall von Ligueux entgleiste am 29. Oktober 1930 der Schnellzug von Genf nach Bordeaux in Frankreich in der Nähe des Bahnhofs von Ligueux aufgrund einer Absenkung der Schienen nach einem Starkregen.

## Folgen
Beim Unfall starben 17 Menschen, um die 40 wurden verletzt. Unter den Verstorbenen waren drei Schweizer.